# Hyperkorrektion
Hyperkorrektion (overkorrekthed) er en overgeneralisering af en (sproglig) regel, som i forsøget på at undgå en form der anses som ukorrekt, leder til en anden form der også anses som ukorrekt. Den viser sig ved anvendelsen af sproglige former og udtryk, der er afledt af en regel, der kun har en vis gyldighed og i en anden nærmere bestemt sammenhæng. Taleren forsøger at undgå "fejl" og begår i virkeligheden en "fejl".

## Eksempler fra dansk

### Hyperkorrektioner
- Hun fik blomster af Peter og jeg er ukorrekt dansk og en hyperkorrektion. Det korrekte er hun fik blomster af Peter og mig. Konstruktionen forekommer hos sprogbrugere, der har fået at vide, at det hedder Peter og jeg uden hensyn til, at det kun gælder, når leddet står som subjekt. Her er der imidlertid tale om et forholdsordsled (præpositionsforbindelse), og på dansk kan forholdsord ikke styre nominativ (grundledsfald), og da normen foretrækker af mig (fremfor af jeg), bliver det af Peter og mig.[2][3] Blandt visse talere er udtrykket og jeg (dvs. ikke andre pronominer end første person) dog blevet et fast udtryk, der bruges uafhængigt af funktionen.[4]

- Det undrede min mor og jeg er ukorrekt for det undrede min mor og mig. Hvis 'jeg' trækkes frem i sætningen ("det undrede jeg og min mor") er det mere tydeligt, at "jeg" er forkert, for man siger altid det undrede mig.

### Korrekte sætninger
- Peter og jeg var i biografen. Sætningen er korrekt, både på nudansk og tidligere. Det er et eksempel på, at det kan hedde Peter og jeg i stedet for Peter og mig; men det gælder altså ikke i alle tilfælde.

- Peter og mig var i biografen. Sætningen er korrekt på nudansk. Peter og mig er grundled (subjekt), og mig står i oblik kasus, der også rummer subjektsfunktionen når leddet består af sidestillede elementer.[4] Nogle anser dog mig i stedet for jeg for børnesprog eller ukorrekt i denne situation.

- Hun fik blomster af Peter og mig. Sætningen er sprogligt korrekt.